# Antoon Jurgens
Antoon Jurgens (Oss, 1805 - Oss, 1880) est un marchand et entrepreneur néerlandais, cofondateur avec Pieter-Eduard Leverd d'une gamme de produits à base de margarine, entreprises qui seront à l'origine du consortium  Margarine Unie (1927) puis d'Unilever (1930).

## Biographie
Son père Willem Jurgens était marchand de beurre à Oss. À la suite de la séparation de la Belgique en 1830, beaucoup de soldats étaient stationnés dans la province de Brabant-Septentrional, ce qui avait poussé la demande de beurre. Antoon Jurgens appartenait ainsi à la bourgeoisie la plus riche de Oss. Avec son frère Johan Jurgens, il prend la succession de son père en tant que de marchand de beurre à Oss et ils fondent la firma Gebr. Jurgens.
Antoon Jurgens a été membre du Conseil Municipal de Oss de 1844 à 1850.
Antoon Jurgens est marié en 1832 avec Johanna Lemmens. Le couple a eu 10 enfants. Trois de ses enfants entrent dans l'entreprise de beurre en 1854, et en 1858, Johan se retire de l'entreprise.
En 1867 Antoon Jurgens et ses trois fils fondent la firma Antoon Jurgens, dont Antoon a officiellement la direction.
En 1869 une relation d'affaires lui fait connaître l'invention française du beurre à la vapeur de l'inventeur français Hippolyte Mège-Mouriès. Puisque la firma Jurgens ne réussit pas à obtenir suffisamment de beurre pour son commerce, Jan Jurgens, le fils d'Antoon, se rend en France accompagné de Pieter-Eduard Leverd et achète la recette. Après quelques expériences on a trouvé une méthode de production, et en 1871 ils fondent une 'usine de beurre à vapeur qui a été la première usine dans le monde dans lequel ce « beurre artificiel » a été produit à l'échelle industrielle.
Cette année 1871 ils achêtent un locomobile à vapeur, qui en 1872 est remplacé par un moteur à vapeur fixe. À cette époque Antoon a commencé de se retirer progressivement de la firma.
La firma Jurgens fusionne en 1927 avec une autre usine de margarine à Oss, leur concurrent Van den Bergh, puis deux autres, et forment à quatre un consortium appelé Margarine Unie, qui est une des entreprises fondatrices d'Unilever trois ans plus tard.